# Осада Заволочья
Осада Заволочья — осада и взятие крепости Заволочье войском польско-литовского короля Стефана Батория в октябре 1580 года.

## Ход событий
После взятия Великих Лук Баторий намеревался обезопасить свои завоевания покорением расположенной к западу от них псковской крепости Заволочье, имевшей стратегическое положение на дороге к Пскову, который Баторий намеревался осаждать следующей весной.
К Заволочью подступил оснащённый осадной артиллерией 10-тысячный отряд гетмана Яна Замойского, в котором состояло множество венгерских и немецких наёмников. Небольшая деревянная крепость с четырьмя башнями располагалась на острове в Заволоцком озере. Крепость была укреплена земляной насыпью, из башен хорошо простреливалось окружающее пространство.
Посад, который располагался на «материке», русские жители сожгли и укрылись в крепости. Заняв соседний остров Бобыльский, поляки начали обстрел Заволочья из восьми осадных орудий. Через несколько дней на острове высадился десант, который пошёл на приступ и попытался поджечь стены «огненным приметом». Тому, кто сумеет поджечь крепость, Замойский обещал 400 золотых. Однако этот штурм оказался в высшей степени неудачным. Защитники крепости отбили штурм и при вылазке перебили сапёров.
Неудачной оказалась также попытка навести мост на остров. В ходе строительства от пуль защитников крепости погибло около 80 солдат из отряда Замойского. Однако Баторий настаивал на взятии стратегической крепости во что бы то ни стало, послав Замойскому дополнительные войска. Тот готовился ко второму штурму, планируя заставить кавалерию слезть с коней и поддержать пехоту. Однако накануне решительного штурма 23 октября немногочисленные защитники крепости, измотанные трёхнедельной осадой и не рассчитывавшие на помощь извне, неожиданно сами запросили мира. Тяжело раненый воевода Долгово-Сабуров пытался отговорить их открывать ворота, но было уже поздно.
Долгово-Сабуров вскоре умер от ран, а гарнизону крепости по польским данным был обеспечен свободный уход. Баторию открылся путь на Псков, хотя в переписке с Иваном Грозным он признавался, что взятие Заволочья далось ему немалой ценой. После подписания Ям-Запольского мира Заволочье было возвращено Русскому государству.